# M b v
Albums de My Bloody Valentine
Loveless
(1991)
m b v est le troisième album du groupe irlandais My Bloody Valentine, sorti indépendamment le 2 février 2013.
Paru vingt-deux ans après le précédent album, depuis devenu une référence dans le genre du shoegazing, il fut entièrement produit par le chanteur et guitariste du groupe, Kevin Shields. Il reçut d'excellentes critiques et fut placé dans plusieurs classements de fin d'année par des magazines tels que Pitchfork, Uncut ou The Wire,,,.

## Liste des titres
Toutes les chansons sont écrites et composées par Kevin Shields.
| 1.    | She Found Now   | 5:06 |
| 2.    | Only Tomorrow   | 6:22 |
| 3.    | Who Sees You    | 6:12 |
| 4.    | Is This and Yes | 5:07 |
| 5.    | If I Am         | 3:54 |
| 6.    | New You         | 4:59 |
| 7.    | In Another Way  | 5:31 |
| 8.    | Nothing Is      | 3:34 |
| 9.    | Wonder 2        | 5:52 |
| 46:37 |                 |      |

## Membres
- Kevin Shields - guitare, chant, sampler
- Bilinda Butcher - chant, guitare
- Debbie Googe - basse
- Colm O'Ciosoig - batterie, sampler